# Leyla Bağcı
Leyla Bağcı est une joueuse de football turque née le 6 février 1990 à Dordrecht aux Pays-Bas.

## Biographie
Elle commence sa carrière aux Pays-Bas. En janvier 2012, elle est transférée au Standard Fémina de Liège. En juin 2012, elle repart aux Pays-Bas à Stedoco. 
En juillet 2013, elle revient en Belgique au Royal Anvers FC Ladies, nouveau venu en BeNe Ligue.